# 回照器

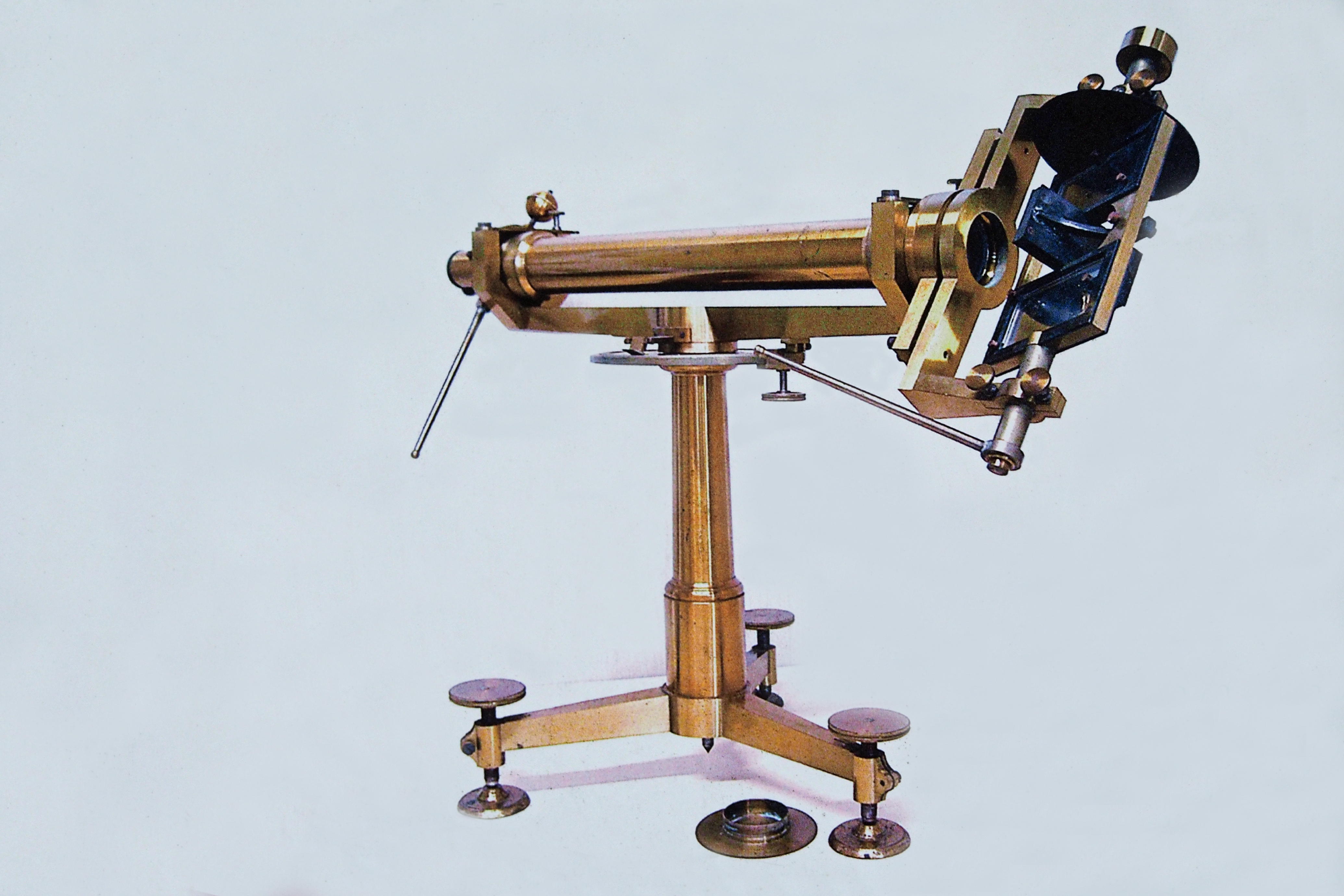
ガウス式の回照器

回照器（かいしょうき）、回光器またはヘリオトロープ（英: heliotrope）は、カール・フリードリヒ・ガウスが1821年頃に発明した測量器械である。「ヘリオトロープ」という名称は、ギリシア語で「太陽の向きを換えるもの」という意味の言葉に由来する。回照器は、1枚、または複数枚の平面鏡によって、太陽光を任意の方向へ反射させることができ、回照器を三角点に設置して、別の三角点からその信号を観測することで、角度の測定を行った。回照器は、他の方法では困難な遠距離にあっても信号がみえるので、大規模な三角測量で利用された。

## 発明
回照器は、ハノーファー王国を横断する三角測量を率いたゲッティンゲン大学天文台長のガウスが、長距離の三角測量を可能にする視準目標の信号を発生させる器械として発明した。ガウスは、自身が考案した回照器の製作を、ゲッティンゲン大学天文台の機械工ルンプフや、ハンブルクの天文家レプゾルトに委託し、1821年に最初の装置が完成した。
ガウスが回照器の着想を得たのは、友人のハインリヒ・シューマッハがデンマークからハンブルク、シュレースヴィヒ＝ホルシュタインまで行っていた三角測量に協力したことがきっかけである。1818年にリューネブルクの聖ミカエル教会の塔から、およそ45キロメートル離れたハンブルクの聖ミカエル教会の塔を観測した際に、ハンブルクの塔の窓ガラスに反射した太陽光に観測を妨げられたことに触発され、思い付いたといわれる。
ガウスは、鏡であれば小さくとも同様の効果が得られると考え、計算によって、理想的な大気条件下では名刺大の鏡でも、110キロメートル離れた場所からでも1等星の明るさでみえることを明らかにした。ガウスは、回照器の装置としての可能性に魅了され、「16平方フィート毎に100個の鏡を結合すれば、良好な回照器の光線を月に送ることができる。経度測定のための信号をわれわれにあたえるために、このような装置1台とそれに100人の人間と若干の天文学者をつけて派遣することができないとは不面目のいたりである」と書き残している。
完成品の回照器が使用できるようになるまでの間、ガウスは六分儀に鏡を追加したものを三脚に載せて「副回照器」と称し、代用品として使っていた。その姿は、ガウスの肖像が描かれた旧10ドイツマルク紙幣の裏面にも、ハノーファーの三角網の図案とともにみることができる。

## 機能
ガウス式の回照器は、望遠鏡と、反射面が直角に交わる2つの平面鏡を組み合わせたもので、望遠鏡の開口の直前に、鏡を取り付ける設計となっている。そのしくみは、反射の法則で容易に理解できる。

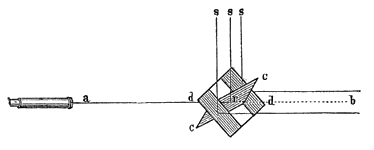
マイヤー大百科事典の“heliotrope”項の図解。

図のような配置で、望遠鏡aを目標点bに向け、直線ab上に直交する2つの鏡cとdを置く。太陽光sの鏡cによる反射光が、望遠鏡aに入射するように鏡の向きを調整すると、鏡cと直交する鏡dに入射する太陽光sは、目標点bに向かって反射される。ガウスの設計では、鏡dは2枚構成であったが、測量においてはbは非常に遠方であるので、1つの光源として観測される。
ガウスの回照器は、最高の条件下では70キロメートル離れた場所から肉眼で視認できたといわれる。もちろん、そのような条件はまれで、多くの場合は気流の乱れなどの影響で光がぼやけてしまうが、それでも従前の火薬の発火や石油燃焼の光による信号よりずっと優れた光源で、測量点に岩や石で視準目標を築くより運搬面でも有利だった。

### 明るさ
回照器を観測したときの明るさは、ポグソンの式と簡単な幾何学から見積もることができる。
観測点からみた鏡の見かけの大きさ（立体角）を{\displaystyle A_{m}}、太陽の平均的な見かけの等級を-26.7、太陽光球面の平均的な立体角を{\displaystyle A_{s}}と表すとすると、平面鏡による反射光の明るさ（等級）は、
{\displaystyle m=-26.7+2.5\log _{10}\left({\frac {A_{s}}{A_{m}}}\right)}
で与えられる。平面鏡が直径{\displaystyle D}の円形で、観測点から鏡までの距離が{\displaystyle \rho }、鏡の傾斜角が{\displaystyle \theta }であった場合、
{\displaystyle {\frac {A_{s}}{A_{m}}}={\frac {(1920{\mbox{″}}\sin 1{\mbox{″}})^{2}}{k\left({\frac {D}{\rho }}\right)^{2}\sin {\frac {\theta }{2}}}}}
という近似が成り立つ。ここで、{\displaystyle k}は鏡の反射効率と、太陽の周縁減光の影響を含む係数で、太陽光球全体の面輝度に対し実際に鏡で反射する面輝度の割合が最も高い光球中心では1.5、最も低い周縁では0.5以下と数値は変化するが、扱いとしては定数である。
この二式から、回照器の信号に関する一般式
{\displaystyle m=-36.85-2.5\log _{10}\left\{k\left({\frac {D}{\rho }}\right)^{2}\sin {\frac {\theta }{2}}\right\}}
が得られる。この式を用いると、例えば鏡の直径が5センチメートル、測量点間の距離が500キロメートル、鏡の傾斜角が180度の場合を考えたとき、観測者からみた太陽の反射光の明るさは-1.85等級と、太陽以外で最も明るい恒星であるシリウスよりも明るい。
実際には、大気による光の吸収の影響を受けるため、この通りの明るさとはならないが、ガウスが「地球の湾曲によって生ずる制限以外に、三角形の辺に対する制限は何もない」と記したように、地上で回照器を使用できる距離の限界は、回照器の高度と地球表面の曲率でのみ決まる。1878年8月、カリフォルニア州のシャスタ山で観測を行っていた合衆国沿岸測地測量局の測量助手ベンジャミン・コロンナは、約309キロメートル離れたセントヘレナ山に置かれた回照器からの信号の観測に成功した、と記録している。アメリカ海洋大気庁の測量用語辞典でも、観測可能な距離は300キロメートルに達すると書かれている。

## 発展・終焉

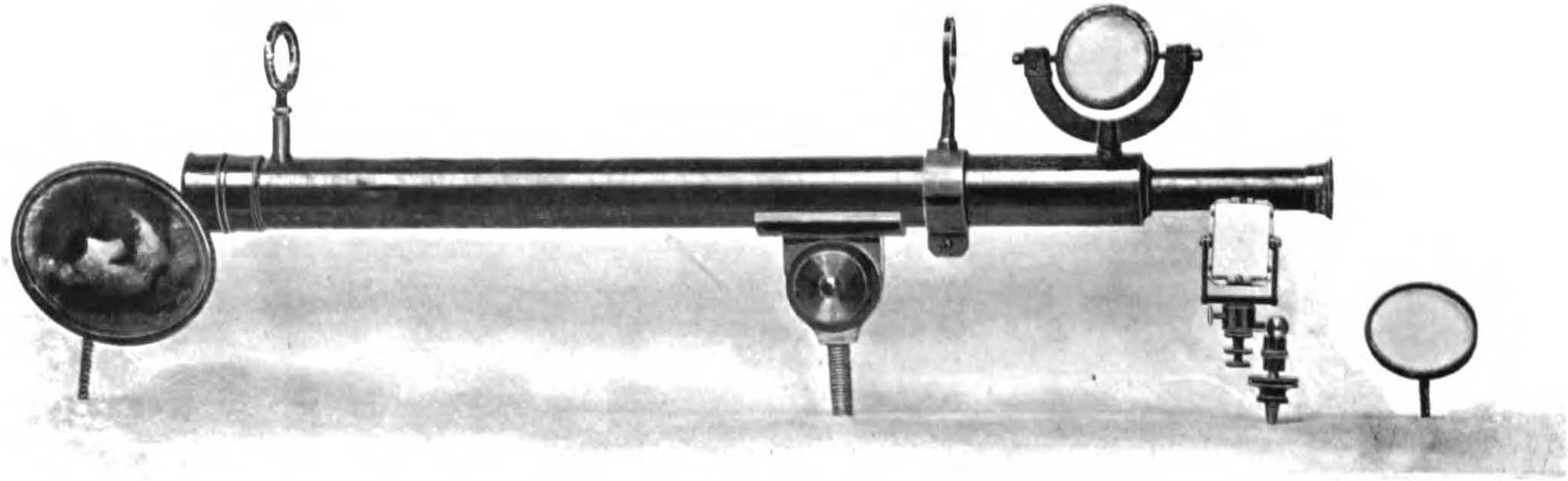
合衆国沿岸測量部式の回照器と、シュタインハイルの小型回照器（右下）。

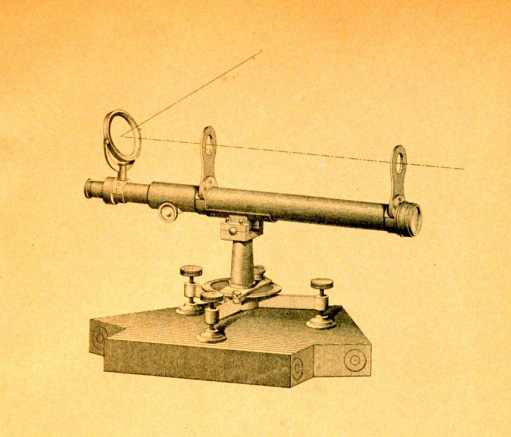
米沿岸測量部の報告書（1866年）にみられる回照器の図解。出典: NOAA

ガウスによる設計は、回照器として最良のものだったわけではなく、後に様々な改良が試みられた。ガウスが指揮したハノーファーの測量でも、後年地理学者・技師のベルトラムが改良した、より単純な回照器に置き換わっていった。
また他国では、英国陸地測量部のアイルランド測量に従事したドラモンドや、測地弧で知られるヴィルヘルム・シュトルーヴェが、ガウスの回照器の原理をとり入れた装置を自ら設計し、使用していた。アメリカ合衆国における測量では、合衆国沿岸測量部用に製作された形式の回照器が登場し、望遠鏡の鏡筒上にとり付けられた鏡で、望遠鏡の光軸と平行に合わせた2つの環を通して太陽光を反射することで、観測点に信号を送った。また、シュタインハイルが考案した「小型回照器」は携帯性にたいへん優れ、調整を要する箇所も少ないため、好んで使用された。
回照器の利用に際しては、太陽の日周運動に合わせて鏡を操作する必要があり、助手（測夫）がその任にあたったが、測夫の技量に作業効率が左右されることもあり、その確保は測量における課題であった。そのため、測夫の熟練を要しない回照器も考えられた。鏡の動作にヘリオスタットを利用したものも登場したが、器械が複雑化し、険しい測量点に設置するには不向きだった。より単純な器具として、内側に銀メッキを施したガラス球や、適切な曲率で湾曲させた銀メッキの管を並べたものも登場し、一定の成果を挙げた。
回照器は、太陽を光源とするため、昼間の晴天時にしか使用できないのが欠点である。そこで、人工光源の光をレンズや凹面鏡で収束させて信号とする回光灯（回光器）も、主に夜間の観測用に使用された。光源としては、アセチレンランプ、後には電球が用いられた。
回照器は、モールス信号などを利用することで短い伝言を送る、通信機としての役割も果たしており、測量の開始、中断、終了などの合図も回照器で行っていた。通信機能に特化した回照器は、回光通信機（ヘリオグラフ）と呼ばれる。
20世紀に入って、航空測量が主流になってくると、回照器は使われなくなっていった。